# فلوران پرو
فلوران پرو (انگلیسی: Florent Perraud؛ زادهٔ ۱۱ ژوئن ۱۹۸۲) بازیکن فوتبال اهل فرانسه است.
از باشگاه‌هایی که در آن بازی کرده‌است می‌توان به باشگاه فوتبال سن-اتین، باشگاه فوتبال والنسین، باشگاه فوتبال دیژون، و باشگاه فوتبال سدان اشاره کرد.